# Elberling
Elberling er en dansk borgerlig slægt, der kom til Danmark fra Preussen med Johan Frederik Vilhelm Elberling (død 1775), der nedsatte sig som glarmester i København. 
Hans søn glarmester Wilhelm Georg Elberling (1775-1810) var fader til filolog Carl Wilhelm Elberling (1800-1870) og til sekretær i Frederiksnagore, senere i Dansk Vestindien, herredsfoged i Tune-Ramsø Herreder Frederik Emil Elberling (1804-1880). Af disse var filologen fader til brødrene, geologen og biblioteksmanden Carl August Elberling (1834-1925) og journalisten, rigsdagsbibliotekaren Rudolf Emil Elberling (1835-1927), samt til redaktør Frederik Vilhelm Elberling (1840-1885), hvis sønner var fuldmægtig i Statistisk Departement Johan Vilhelm Elberling (1873-?) og rigsdagsbibliotekaren Victor Eugen Elberling (1880-1965).
Victor Eugen første søn Carl Godtfred Elberling (1906-1968) trådte i familiens fodspor som bibliotekar og forfatter til "Georg Brandes belyst ved skrifter af og ham selv" fra 1937. Hans to sønner var henholdsvis dyrlæge Hans-Victor Elberling (1934-1987) og forstkandidat og fredningskonsulent i Viborg Amt Mogens Emil Elberling (1937-2008). 